# Ośrodkowy układ nerwowy

1) mózg
2) ośrodkowy układ nerwowy
3) rdzeń kręgowy

Ośrodkowy układ nerwowy, centralny układ nerwowy (łac. systema nervosum centrale), OUN, CUN, CNS (od ang. central nervous system) – najważniejsza część układu nerwowego kręgowców. Ośrodkowy układ nerwowy jest chroniony przez kości czaszki oraz kręgosłup. Zbudowany jest z istoty szarej i białej. 

## Podział
W skład ośrodkowego układu nerwowego wchodzą:
- mózgowie (łac. encephalon), dzielące się na:
  - rdzeń przedłużony (łac. medulla oblongata), w którym znajdują się ośrodki kierujące odruchami bezwarunkowymi – ośrodki oddechowe, regulujące pracę serca, ciśnienie krwi, ośrodki odpowiedzialne za żucie, połykanie, wydzielanie śliny, ośrodki kojarzeniowe słuchu i równowagi oraz koordynacji ruchowej
  - tyłomózgowie (łac. rhombencephalon), będący ośrodkiem kontroli, koordynacji i regulacji ruchów, odpowiedzialnym za utrzymanie równowagi ciała
  - śródmózgowie (łac. mesencephalon), czyli pierwotny ośrodek analizy wzroku i słuchu
  - międzymózgowie (łac. diencephalon), w którym znajdują się ośrodki nerwowe głodu i sytości, termoregulacji, pragnienia, agresji/ucieczki, popędu płciowego i instynktu macierzyńskiego
  - kresomózgowie (łac. telencephalon) – dwie półkule pokryte korą mózgową, dzielącą się na płaty:
    - czołowy – związany z m.in. pamięcią, uwagą, kontrolą zachowania, planowaniem, hamowaniem reakcji; zawiera również ośrodki ruchowe oraz pole Broca (zazwyczaj w lewej półkuli), związane z kontrolą ekspresji mowy
    - ciemieniowy – zawiera m.in. ośrodki czucia skórnego, rozumienia i kojarzenia informacji pochodzących ze zmysłów oraz ośrodki uwagi
    - potyliczny – zawiera ośrodki wzrokowe
    - skroniowy – zawiera m.in. ośrodek analizy wrażeń słuchowych (pole Wernickego, zazwyczaj w lewej półkuli), a także ośrodki emocji oraz pamięci
- rdzeń kręgowy (łac. medulla spinalis).